# Boys don't cry (película)
Boys don't cry (titulada Los muchachos no lloran en Hispanoamérica) es una película de drama, romance y biográfica estadounidense de 1999, dirigida por Kimberly Peirce y protagonizada por Hilary Swank y Chloë Sevigny.
Es una producción de cine independiente, basada en la historia real de Brandon Teena, un hombre trans que adopta su identidad masculina y parece encontrarse a sí mismo y el amor en Nebraska, pero acaba siendo víctima de un crimen brutal de odio a manos de dos ex-convictos. Fue violado y asesinado el 31 de diciembre de 1993.
La película se estrenó en el Festival de Cine de Nueva York el 8 de octubre de 1999, antes de aparecer en varios otros festivales de cine. Distribuido por Fox Searchlight Pictures, recibió un lanzamiento limitado en los Estados Unidos el 22 de octubre de 1999, y tuvo un buen desempeño en la taquilla de América del Norte, ganando tres veces su presupuesto de producción en mayo de 2000. La película fue aclamada por la crítica, con muchos clasificándolo como una de las mejores películas del año; los elogios se centraron en las actuaciones principales de Swank y Sevigny, así como en la descripción de la película de su tema. Sin embargo, algunas personas que habían estado involucradas con Brandon en la vida real criticaron la película por no retratar los eventos con precisión.
El rodaje se produjo durante octubre y noviembre de 1998 en el área de Dallas, Texas . Los productores inicialmente querían filmar en Falls City, Nebraska, donde habían tenido lugar los hechos de la vida real; sin embargo, las restricciones presupuestarias significaron que la fotografía principal tuvo que realizarse en Texas. La cinematografía de la película utiliza iluminación artificial y tenue en todo momento y fue influenciada por una variedad de estilos, incluido el neorrealismo y las películas de Martin Scorsese, mientras que la banda sonora consistió principalmente en música country, blues y rock. Los temas de la película incluyen la naturaleza romántica y platónica, relaciones interpersonales, las causas de la violencia contra las personas LGBT, especialmente las personas transgénero, y la relación entre clase social y género.
Boys don't cry fue nominado para múltiples premios; en la 72.ª entrega de los Premios Oscar en 2000, Swank recibió el Premio a la Mejor Actriz y Sevigny fue nominada en la categoría de Mejor Actriz de Reparto. La pareja también fue nominada en la 57 ° entrega de los Globos de Oro, con Swank ganando el premio a la Mejor Actriz - Drama. La película lidió con cuestiones controvertidas, se le asignó inicialmente una calificación NC-17, pero luego le otorgaron una clasificación R (mayores de 18 años). Fue lanzado en vídeo casero en septiembre de 2000.

## Forma
Peirce ha sido una defensora activa de los derecho de las personas LGBT y ha utilizado su plataforma para llamar la atención sobre temas de identidad de género y discriminación.
El estilo cinematográfico de Kimberly Peirce se caracteriza por su enfoque en la autenticidad y la intimidad emocional. A menudo, se centra en personajes marginados y aborda temas sociales y políticos controvertidos. Su habilidad para explorar estos temas difíciles de manera compasiva y realista ha sido elogiada por la crítica y ha dejado una marca duradera en la industria del cine.

## Trama
Brandon Teena (De nacimiento: Teena Brandon) era un joven que se autopercibía hombre. Cuando el hermano de una exnovia descubre que Brandon es transgénero, recibe amenazas de muerte. Poco después, se ve envuelto en una pelea en un bar y es desalojado del tráiler de su primo. Brandon se muda a Falls City, Nebraska, donde se hace amigo de los ex convictos John Lotter y Tom Nissen, y de sus amigas Candace y Lana Tisdel. Brandon se involucra románticamente con Lana, quien inicialmente desconoce tanto su anatomía como su pasado problemático. Los dos hacen planes para mudarse a Memphis, donde Brandon gestionará la carrera de cantante de karaoke de Lana. Finalmente se besan durante una cita nocturna que termina teniendo sexo.
La policía detiene a Brandon por cargos que surgieron antes de su reubicación; lo ubican en la sección de mujeres de la cárcel de Falls City. Lana rescata a Brandon y le pregunta por qué lo colocaron en una cárcel de mujeres. Brandon intenta mentirle, diciéndole que nació hermafrodita y que pronto recibirá una cirugía de reconstrucción genital, pero Lana lo detiene y le declara su amor sin importar su género. Sin embargo, mientras Brandon está en la cárcel, Candace encuentra una serie de documentos que enumeran el nombre de nacimiento de Brandon, y ella y sus amigos reaccionan ante esta noticia con sorpresa y disgusto. Entran en la habitación de Brandon, buscan entre las cosas de Brandon y descubren panfletos transgénero.que confirman sus sospechas. Cuando Brandon y Lana regresan, Tom y John confrontan violentamente a Brandon y lo llevan al baño, obligándolo a quitarse los pantalones y revelar sus genitales. Intentan hacer que Lana mire, pero ella se tapa los ojos y se da la vuelta. Después de esta confrontación, Tom y John arrastran a Brandon al auto de John y lo conducen a un lugar aislado, donde lo golpean brutalmente y lo violan en grupo.
Luego, llevan a Brandon a la casa de Tom, donde Brandon escapa por la ventana del baño. Aunque sus agresores amenazan a Brandon y le advierten que no denuncie el ataque a la policía, Lana lo convence para que lo haga. Sin embargo, el jefe de policía demuestra estar menos preocupado por el crimen e interroga a Brandon sobre su identidad sexual.
Más tarde, John y Tom se emborrachan y conducen hasta la casa de Candace. Lana intenta detenerlos, pero encuentran a Brandon, que se ha estado escondiendo en un cobertizo cercano. John le dispara a Brandon debajo de la barbilla, matándolo instantáneamente. Mientras Candace les grita que perdonen a su bebé, Tom le dispara en la cabeza y la mata mientras Lana pelea con ellos, rogándoles que se detengan. Tom apuñala el cuerpo sin vida de Brandon. John y Tom huyen de la escena mientras Lana llora y se acuesta con el cuerpo de Brandon y el bebé se tambalea por la puerta abierta hacia el exterior, llorando. A la mañana siguiente, Lana se despierta junto al cadáver de Brandon. Su madre llega y se la lleva del lugar. Cuando Lana se va de Falls City, se escucha en off una carta de Brandon que ella encontró en su cuerpo, que dice que en Memphis "Te estaré esperando, amor por siempre y para siempre".

## Reparto
- Hilary Swank como Brandon Teena
- Chloë Sevigny como Lana Tisdel
- Peter Sarsgaard como John Lotter
- Brendan Sexton III como Marvin "Tom" Nissen
- Lecy Goranson como Candace
- Jeannetta Arnette como Linda Tisdel, la madre de Lana
- Matt McGrath como Lonny, primo de Brandon
- Alison Folland como Kate Lotter, hermana de John y mejor amiga de Lana
- Lou Perryman como el Sheriff Charles B. Laux
- Cheyenne Rushing como Nicole, novia ficticia de Brandon
- Libby Villari  como la enfermera[2]
- Gail Cronauer como Clerk
- Gabriel Horn como Lester, chico en la orden de restricción

## Producción

### Guion
En 1994, Kimberly Peirce investigaba sobre Pauline Cushman (una mujer afroamericana que se hizo pasar por hombre en plena Guerra Civil) para realizar su tesis de graduación en la Escuela de cine de la Universidad de Columbia. "[La historia de Cushman] era fenomenal y emocionante: se hizo pasar por blanco, por hombre, por sureño y hasta llegó a ser espía de los Confederados para salvarse de ir a la cárcel. El problema era que ella hizo todo esto por razones de supervivencia, no por un replanteo de su identidad".Fue entonces cuando Pierce conoció la historia de Teena Brandon, una joven de Nebraska asesinada un año atrás. Averiguó sobre su vida, sobre su violación seguida de muerte, recorrió los lugares en los que Teena vivió, conoció a su familia y a su novia Lana, e investigó sobre su personalidad. Finalmente, tras cinco años de intenso trabajo, concretó este proyecto en el film "Los muchachos no lloran".

### Personaje de Teena Brandon

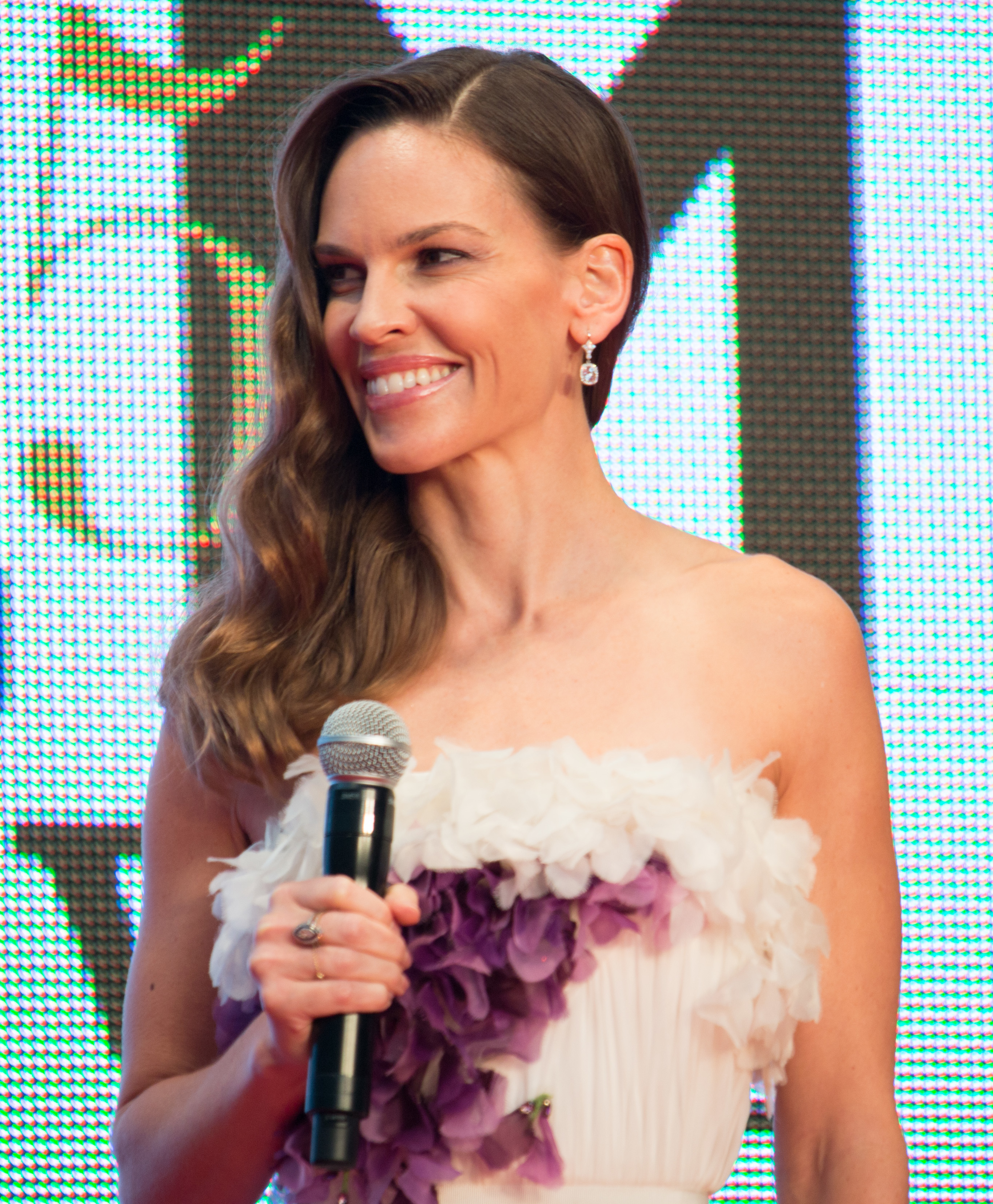
La actriz Hilary Swank recibió elogios de los críticos cinematográficos por su interpretación. Además, vivió como un hombre durante un mes aproxiamademnte para dar credibilidad al personaje.

Puesto que no podía articularse sobre la base del travestimiento fácil, Brandon resultaba un personaje difícil de componer. Ella es una joven que se niega a definirse como lesbiana, pues ello implicaría admitirse como mujer. Se piensa, se siente y, en consecuencia, se construye como hombre. Es un ser carismático, seductor. Dueño de una vitalidad y contundencia que resulta incompatible con cualquier rasgo de hibridez o ambigüedad. Niega de plano la evidencia de su genitalidad femenina porque para él/ella lo único real es la representación que se ha hecho de sí.
Plasmar esa visión, de un modo coherente y creíble en la pantalla, fue el gran desafío. La clave, evidentemente, era dar con la actriz o el actor que pudiese encarnarlo. En una entrevista la directora admitió: "Sin Brandon no había película. Comencé audicionando a lesbianas y transexuales pero eran demasiado hombrunas y ninguna podía llevar el espíritu de Brandon a la pantalla. Las agencias mantenían alejados a los actores para que no fueran estigmatizados como raros tras un rol como éste. Entonces, me di cuenta de que necesitaba un desconocido". Afortunadamente, cuatro semanas antes de comenzar el rodaje, Peirce dio con Hilary Swank, una actriz de películas de segunda línea que había debutado en 1992 con Buffy the Vampire Slayer (Fran Rubel Kuzui) y había conseguido destacarse en films como Karate Kid 4 (1994, Christopher Cain) y Heartwood (1998, Lanny Cotter). De inmediato, Peirce supo que ésta era su protagonista: "Hilary tiene una magnífica mandíbula de chico. Sus ojos, orejas, nariz, boca y nuez son de chico. Sus rasgos desdibujan la línea del género. Sin embargo, lo decisivo para mí fue cuando vi su sonrisa". Para la composición del personaje, Swank contó con un entrenador físico, un fonoaudiólogo y trabajó con Peirce en los aspectos biográficos y psicológicos de Brandon. El resultado fue una actuación impecable, sin amaneramientos ni obviedades, que le valió el unánime reconocimiento de la crítica y numerosos premios.

### Personaje de Lana Tisdel

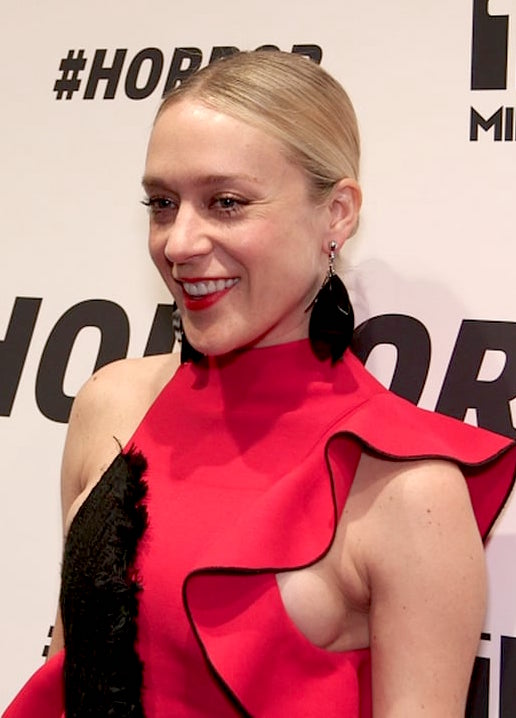
Chloë Sevigny, quien interpretó al personaje de Lana Tisdel, había audicionado para el personaje de Brandon Teena.

Para el papel de la novia de Brandon, Lana Tisdel, Peirce había imaginado a una Jodie Foster adolescente .  El papel también se le ofreció a Reese Witherspoon y Sarah Polley. Peirce finalmente decidió elegir a Chloë Sevigny basándose en su actuación en The Last Days of Disco (1998).  Sevigny había hecho una audición para el papel de Brandon, pero Peirce decidió que Sevigny sería más adecuado para interpretar a Lana porque no podía imaginarse a Sevigny como un hombre. Sevigny se tiñó el pelo de rojo para que el papel combinara con el pelo rubio rojizo de Lana. Peirce dijo más tarde: "Chloë simplemente se rindió al papel. Vio videos de Lana. Simplemente se convirtió en ella de forma muy natural". Además, también Peirce comentó;
"Hay un momento en The Last Days of Disco cuando Chloë hace este pequeño movimiento de baile y coquetea con la cámara [...] Ella tiene esta mezcla de atractivo, coqueteo y sofisticación que te da, pero luego te lo quita muy rápido para que quieres más: quieres llegar a la pantalla y agarrarla. Cuando vi eso, y su confianza e ingenio, pensé: si podía coquetear con Brandon y la audiencia de esa manera, eso es exactamente lo que necesitamos para Lana. Le dije: "¿Podrías hacer una audición para interpretar a Lana?". Ella dijo que no." Y dije: "Está bien, puedes tener el papel".

### Rodaje

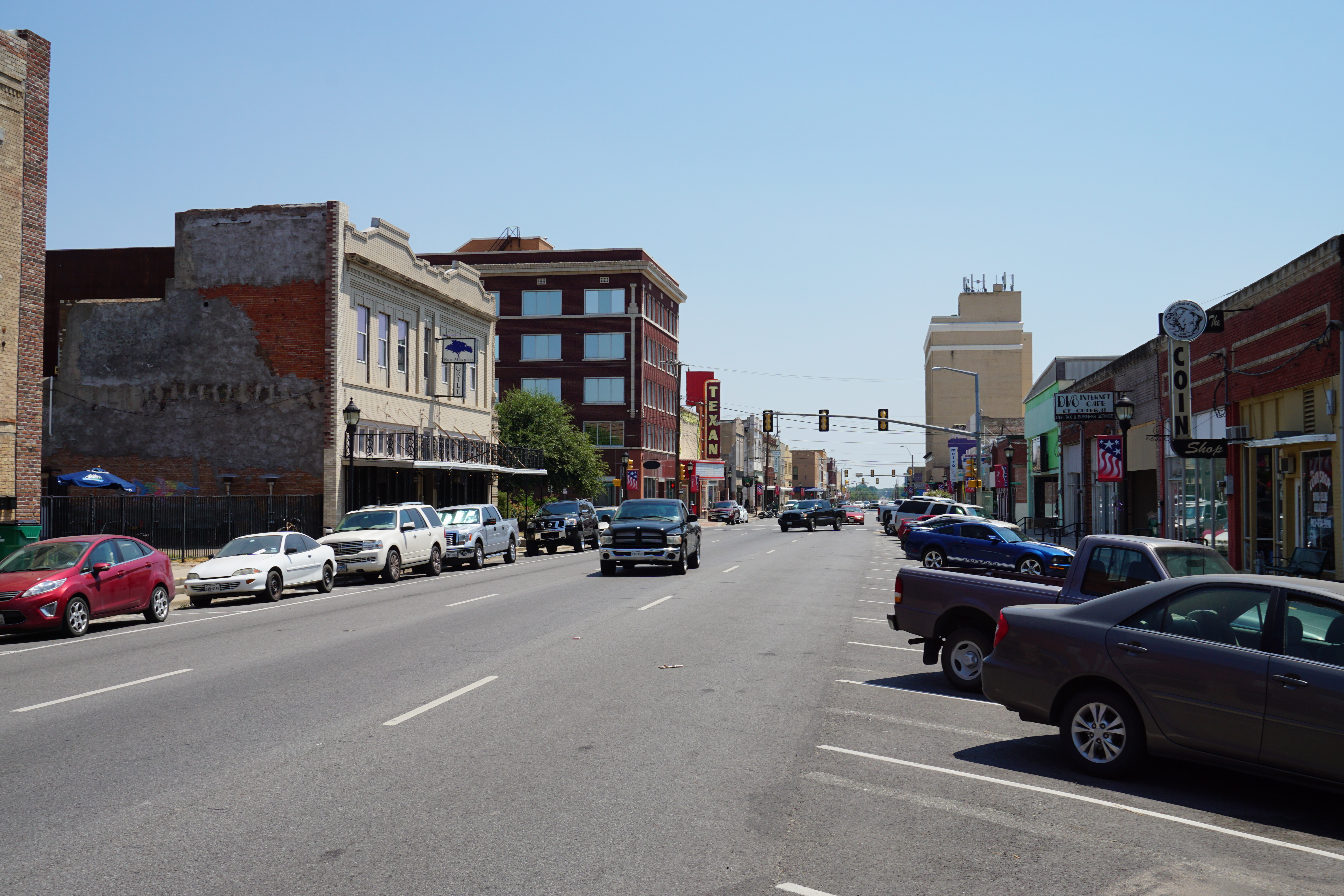
La película tiene escenas mayormente rodadas en Greenville, Texas.

Inicialmente, Boys Don't Cry estaba programado para filmarse durante treinta días. Sin embargo, la fotografía principal de la película duró del 19 de octubre al 24 de noviembre de 1998. El pequeño presupuesto dictó algunas de las decisiones de filmación, incluida la omisión de algunos incidentes para acelerar el ritmo general. Las restricciones de tiempo y las visiones de Peirce relacionadas con la trama limitaron lo que se podía lograr con la narrativa. Por ejemplo, la película retrata un doble asesinato cuando en realidad una tercera persona, Phillip DeVine, un hombre negro discapacitado, también fue asesinado en la escena. En ese momento, había estado saliendo con la hermana de Lana Tisdel, Leslie, que no aparece en la historia. Boys Don't Cry se filmó principalmente en Greenville, Texas, un pequeño pueblo a unas 45 millas (72 km) al noreste de Dallas . La mayoría de los incidentes del caso tuvieron lugar en Falls City, Nebraska, pero las restricciones presupuestarias llevaron a los cineastas a elegir locaciones en Texas.
Peirce inicialmente quería filmar en Falls City, Nebraska, pero Vachon le dijo que no sería posible filmar allí. Posteriormente, la película iba a rodarse en Omaha, Nebraska, pero Peirce sintió que "ninguno de [los lugares] se veía bien".  Además, Peirce también buscó lugares de rodaje en Kansas y Florida antes de decidirse por Texas. Uno de los principales objetivos de Peirce era que la audiencia simpatizara con Brandon. En la pista de comentarios del DVD de la película, Peirce dijo: "El trabajo me informaba sobre cómo quería representarlo. Quería que la audiencia entrara profundamente en este lugar, este personaje, para que pudieran considerar estas contradicciones en la propia mente de Brandon y no pensaría que estaba loco, no pensaría que estaba mintiendo, sino que lo vería como más profundamente humano".

## Clasificación
- Estados Unidos: R
- Arabia Saudita: R18
- Argentina: +18
- Brasil: 18
- Canadá: R
- México: C

## Banda sonora

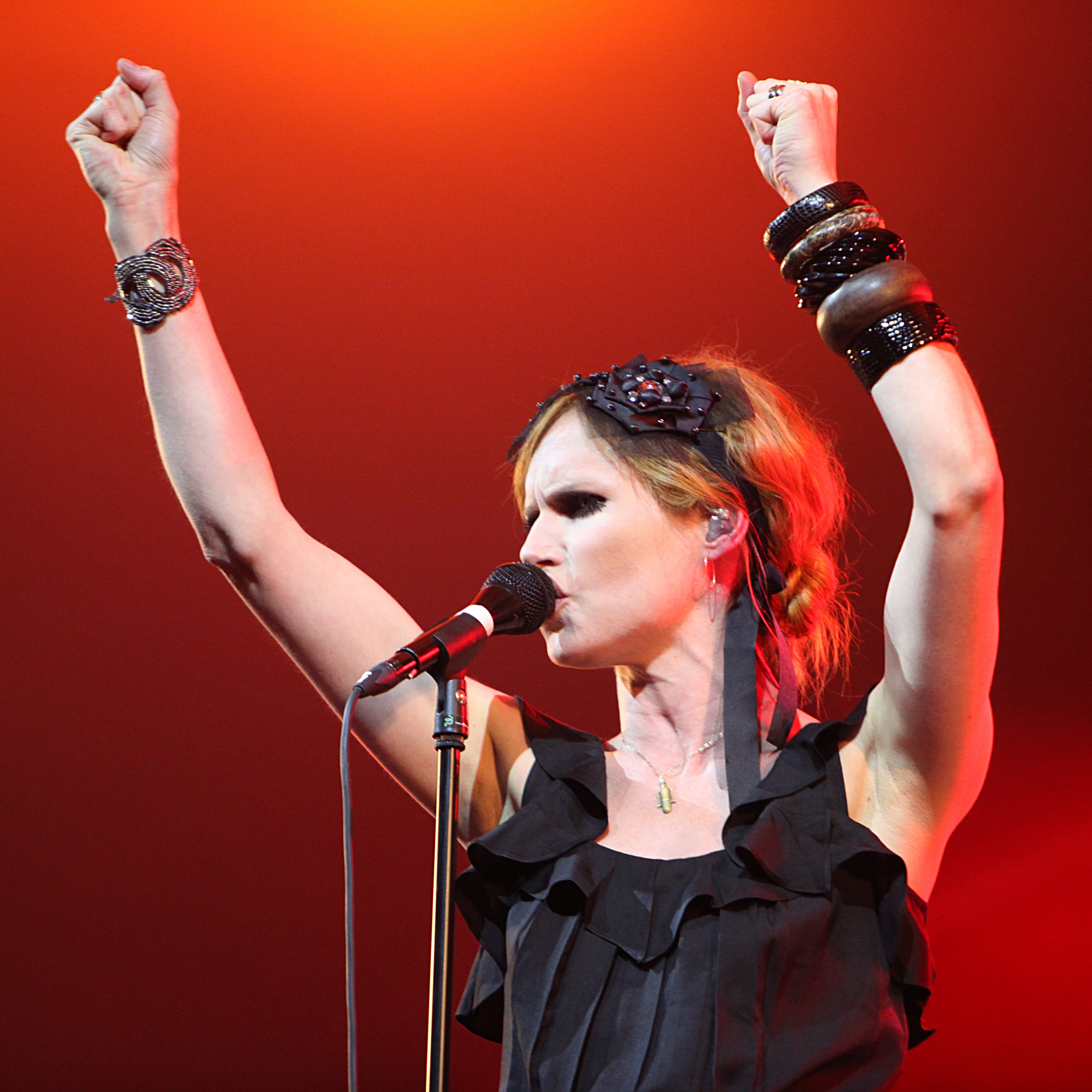
Nina Persson es la intérprete de la canción "The bluest eyes in Texas", siendo esta una de las principales de la película.

La banda sonora fue publicada el 23 de noviembre de 1999 por Koch Records. La canción "The Bluest Eyes in Texas" fue reproducida durante los Premios Oscar cuando la actriz Hilary Swank recogió la estatuilla por Mejor Actriz.
1. The Bluest Eyes in Texas - Nina Persson / Nathan Larson
2. A New Shade of Blue - The Bobby Fuller Four
3. She's Got a Way - The Smithereens
4. Who's That Lady? - The Isley Brothers
5. Codine Blues - The Charlatans
6. Silver Wings - The Knitters
7. Who Do You Love? - Quicksilver Messenger Service
8. Tuesday's Gone - Lynyrd Skynyrd
9. Haunt - Roky Erickson
10. Dustless Highway - Nathan Larson
11. What's Up With That? - The Dictators
12. Why Can't We Live Together? - Timmy Thomas
13. Boys don't cry - The Cure
14. She's a diamond - Opal

## Recepción

### Crítica
Los críticos elogiaron Boys Don't Cry por su lanzamiento, y muchos la calificaron como una de las mejores películas del año. El agregador de reseñas Rotten Tomatoes informa que el 90% de 82 críticos profesionales le dieron a la película una reseña positiva, con una calificación promedio de 7.90/10; El consenso del sitio afirma: "Desgarrador pero conmovedor, Boys Don't Cry conmemora poderosamente la vida, y la muerte brutalmente injusta, del adolescente transgénero Brandon Teena".  Otro agregador de reseñas, Metacritic, le dio a la película un 86 de 100 basado en 33 reseñas, lo que indica "aclamación universal". Un crítico dijo que la película fue un "golpe de gracia crítico".
La película fue generalmente bien recibida por la comunidad LGBT . El lanzamiento de Boys Don't Cry se produjo un año después del asesinato de un adolescente homosexual, Matthew Shepard, que ocurrió el 12 de octubre de 1998. El asesinato despertó un interés público adicional en la legislación sobre delitos de odio en Estados Unidos y en Brandon Teena, y mayor interés público en Boys Don't Cry. Cooper escribió que Boys Don't Cry "es quizás la única película que aborda el tema de la masculinidad femenina de un cineasta queer que se describe a sí mismo para llegar al público general y recibir elogios de la crítica y premios prestigiosos".

### Premios y nominaciones
Boys Don't Cry obtuvo premios y nominaciones en una variedad de categorías con elogios particulares por la actuación de Swank como Brandon, su guion y su dirección. Peirce fue reconocida en varias ceremonias de premios por su dirección de la película, así como por su trabajo como coautor del guion con Andy Bienen.
La familia de Brandon Teena criticó a Swank por su uso repetido del pronombre de género masculino "él" en su discurso de aceptación del Oscar. La madre de Teena, JoAnn Brandon, dijo que el transexualismo de su hija era un mecanismo de defensa que se desarrolló en respuesta al abuso sexual infantil, en lugar de ser una expresión del sentido de identidad de género de Teena. Ella dijo: "Ella fingió que era un hombre para que ningún otro hombre pudiera tocarla". A pesar de las críticas, Kevin Okeefe, escribiendo para Out, defendió el discurso de aceptación de Swank; dijo: "Swank merece un lugar en el canon del gran discurso de aceptación por ser audaz, no solo como actriz, sino como ganadora de un premio".
| Premios                                    | Fecha                   | Categoría                               | Nominado/a                    | Resultado | Ref.          |
| ------------------------------------------ | ----------------------- | --------------------------------------- | ----------------------------- | --------- | ------------- |
| Academy Awards                             | 6 de marzo de 2000      | Mejor Actriz                            | Hilary Swank                  | Ganadora  | [ 18 ]        |
| Academy Awards                             | 6 de marzo de 2000      | Mejor Actriz de Reparto                 | Chloë Sevigny                 | Nominada  | [ 18 ]        |
| British Academy Film Awards                | 25 de febrero de 2001   | Mejor Actriz                            | Hilary Swank                  | Nominada  | [ 19 ]        |
| Boston Society of Film Critics             | 12 de diciembre de 1999 | Mejor Actriz                            | Hilary Swank                  | Ganadora  | [ 20 ]        |
| Boston Society of Film Critics             | 12 de diciembre de 1999 | Mejor Actriz de Reparto                 | Chloë Sevigny                 | Ganadora  | [ 20 ]        |
| Boston Society of Film Critics             | 12 de diciembre de 1999 | Best New Filmmaker                      | Kimberly Peirce               | Ganadora  | [ 20 ]        |
| Critics' Choice Award                      | 24 de enero de 2000     | Mejor Actriz                            | Hilary Swank                  | Ganadora  | [ 21 ]        |
| Chicago Film Critics Association           | 13 de marzo de 2000     | Mejor Actriz                            | Hilary Swank                  | Ganadora  | [ 22 ]        |
| Chicago Film Critics Association           | 13 de marzo de 2000     | Mejor Actriz de Reparto                 | Chloë Sevigny                 | Ganadora  | [ 22 ]        |
| Chicago International Film Festival        | 21 de octubre de 1999   | Mejor Actriz                            | Hilary Swank                  | Ganadora  | [ 23 ]        |
| Dallas–Fort Worth Film Critics Association | 5 de enero de 2000      | Mejor Actriz                            | Hilary Swank                  | Ganadora  | [ 24 ]        |
| Empire Awards                              | 19 de febrero de 2001   | Mejor Actriz                            | Hilary Swank                  | Nominada  | [ 25 ]        |
| European Film Awards                       | 4 de diciembre de 1999  | Screen International Award              | Kimberly Peirce               | Nominada  | [ 26 ]        |
| Florida Film Critics Circle                | 9 de enero de 2000      | Mejor Actriz                            | Hilary Swank                  | Ganadora  | [ 27 ]        |
| Golden Globe Awards                        | 23 de enero de 2000     | Mejor Actriz - Drama                    | Hilary Swank                  | Ganadora  | [ 28 ]        |
| Golden Globe Awards                        | 23 de enero de 2000     | Mejor Actriz de Reparto                 | Chloë Sevigny                 | Nominada  | [ 28 ]        |
| Golden Satellite Awards                    | 16 de enero de 2000     | Mejor Película - Drama                  | Boys Don't Cry                | Nominada  | [ 29 ]        |
| Golden Satellite Awards                    | 16 de enero de 2000     | Mejor Dirección                         | Kimberly Peirce               | Nominada  | [ 29 ]        |
| Golden Satellite Awards                    | 16 de enero de 2000     | Mejor Actriz - Drama                    | Hilary Swank                  | Ganadora  | [ 29 ]        |
| Golden Satellite Awards                    | 16 de enero de 2000     | Mejor Actriz de Reparto - Drama         | Chloë Sevigny                 | Ganadora  | [ 29 ]        |
| Screen Actors Guild Awards                 | 12 de marzo de 2000     | Mejor interpretación femenina principal | Hilary Swank                  | Nominada  |               |
| Screen Actors Guild Awards                 | 12 de marzo de 2000     | Mejor interpretación de reparto         | Chloë Sevigny                 | Nominada  |               |
| St. Louis International Film Festival      | 16 de noviembre de 1999 | Premio Emerson de la audiencia          | Boys Don't Cry                | Ganadora  | [ 30 ]        |
| Stockholm International Film Festival      | 21 de noviembre de 1999 | Premio de la audiencia                  | Boys Don't Cry                | Ganadora  | [ 31 ] [ 32 ] |
| Stockholm International Film Festival      | 21 de noviembre de 1999 | FIPRESCI                                | Kimberly Peirce               | Ganadora  | [ 31 ] [ 32 ] |
| Stockholm International Film Festival      | 21 de noviembre de 1999 | Bronze Horse                            | Kimberly Peirce               | Nominada  | [ 31 ] [ 32 ] |
| Stockholm International Film Festival      | 21 de noviembre de 1999 | Mejor Guion                             | Kimberly Peirce y Andy Bienen | Ganadores | [ 31 ] [ 32 ] |
| Teen Choice Awards                         | 6 de agosto de 2000     | Mejor interpretación                    | Hilary Swank                  | Nominada  | [ 33 ]        |
| Toronto Film Critics Association           | 16 de diciembre de 1999 | Mejor Actriz                            | Hilary Swank                  | Ganadora  | [ 34 ]        |
| Young Hollywood Awards                     | 1 de junio de 2000      | Mejor Dirección                         | Kimberly Peirce               | Ganadora  | [ 32 ]        |
| Young Hollywood Awards                     | 1 de junio de 2000      | Mejor Guion                             | Kimberly Peirce y Andy Bienen | Ganadores | [ 32 ]        |

## Legado e impacto
Desde su lanzamiento, Boys Don’t Cry ha dejado una marca indeleble en la representación de personas transgénero en los medios de comunicación. La película abrió un espacio para el diálogo y la discusión sobre la vida y las luchas de las personas transgénero, al tiempo que destacó la necesidad de una mayor representación y visibilidad en el cine y la televisión.
En los años posteriores al estreno de Boys Don’t Cry, ha habido un aumento en la cantidad de películas y programas de televisión que presentan personajes transgénero y temáticas relacionadas con la identidad de género. Algunos ejemplos notables incluyen Transparent (2014-2019), Orange is the New Black (2013-2019), Pose (2018-2021) y La chica danesa (2015). Estos proyectos han ayudado a aumentar la conciencia y el entendimiento de la comunidad transgénero, así como a desafiar los estereotipos y prejuicios que a menudo han sido perpetuados en los medios de comunicación.
Además, ha habido un aumento en la cantidad de actores y actrices transgénero que trabajan en la industria del entretenimiento, lo que ha permitido una representación más auténtica y precisa de las experiencias transgénero en la pantalla. Actores como Laverne Cox, Elliot Page, Hunter Schafer y Asia Kate Dillon han contribuido a la diversidad y visibilidad de la comunidad transgénero en el cine y la televisión.
Es cierto que la década de los noventa consiguió llevar a la pantalla una suerte de revolución liberadora en términos sexuales. Travestismo, androginia, pasiones homosexuales llevadas a extremos. La ambigüedad de las relaciones sexuales, el erotismo como sinónimo de moda y los personajes varones entregados a todo tipo de sufrimientos fueron los temas de mayor coincidencia como lo demostraron: Adiós a mi concubina, la reina del desierto, ¿Reinas o Reyes?, M. Butterfly y otras más, donde el común denominador fue el travestismo y su recorrido por terrenos de la ilusión: el aparentar ser algo distinto y a la vez, convertir ese espejismo en algo real.